# Tàxon
En biologia, un tàxon (del grec τάξις, transliterat táxis, 'ordenament') és un grup d'organismes emparentats, que en una classificació donada han estat agrupats, assignant-li al grup un nom en llatí, una descripció si és una espècie, i un tipus. Cada descripció formal d'un tàxon és associada al nom de l'autor o autors que la realitzen, els quals es fan figurar darrere del nom. En llatí el plural de tàxon és taxa, i és com sol usar-se en anglès, però en català el plural adequat és «tàxons» o «taxons». La disciplina que defineix als tàxons es diu taxonomia.
La finalitat de classificar els organismes en tàxons formalment definits en lloc de grups informals, és la de proveir grups la circumscripció (és a dir, de quins organismes estan compostos) sigui estricta i la denominació tingui valor universal, independentment de la llengua utilitzada per a la comunicació. Noteu que els tàxons existeixen dins d'una classificació donada, subjecta a canvis i sobre la qual poden presentar discrepàncies; el que obliga, respecte a certes denominacions problemàtiques, a especificar en el sentit de quin autor s'està usant el nom.

## Tàxon i categoria taxonòmica
Aquesta és la definició de tàxon de l'escola cladista i evolucionista, a qui se li va assignar un "nom" segons les regles escrites als Codis Internacionals de Nomenclatura. Cada escola de classificació agrupa els organismes de forma diferent, a l'escola fenética els tàxons no són grups de parentesc sinó d'organismes amb trets similars. A l'escola cladista només són tàxons els grups monofilètics (que agrupen un ancestre més tots els seus descendents), a l'escola evolucionista també poden ser tàxons els grups parafilètics. Es pot dir que en general, un tàxon és un grup d'organismes associat a un conjunt d'atributs que determinen la pertinença d'aquests organismes a aquest grup. A l'escola cladista, el conjunt d'atributs són els caràcters heretats del seu antecessor comú.
En el sistema linneà de classificació, cada tàxon té associada més una categoria taxonòmica, que el situaria jeràrquicament en un sistema de classificació.
Els Codis Internacionals de Nomenclatura proveeixen regles amb l'objectiu que els tàxons tinguin un i només un "nom correcte", el nom que hauria de ser utilitzat per referir-se al tàxon. Per això l'autor de publicar el nom del tàxon en una revista científica, que ha d'estar en llatí, associat a una categoria taxonòmica, un "tipus", i una descripció si és una espècie. El primer nom publicat en regla és el "nom correcte" del tàxon. El nom s'aplica a un tàxon que tingui en la seva circumscripció al tipus. En els Codis, el tàxon es defineix per la seva circumscripció, la seva posició (les seves relacions amb altres tàxons en un sistema de classificació), i la seva categoria taxonòmica.
Per classificar els organismes, la taxonomia utilitza des de Carolus Linnaeus un sistema jeràrquic. En aquest esquema organitzatiu, cada grup d'organismes en particular és un tàxon, i el nivell jeràrquic en què el situa és la seva categoria. Anàlogament, en geografia política: país, província i municipi serien categories, mentre que el Canadà, Ontario i Toronto serien els tàxons. De la mateixa manera: família, gènere i espècie són categories taxonòmiques, mentre que Rosaceae, Rosa i Rosa canina són exemple de tàxons d'aquestes categories.
En la taxonomia en l'actualitat a cada tàxon li correspon la seva categoria taxonòmica. En relació al tàxon d'espècie, Ernst Mayr (1996) fa distinció entre el «tàxon» i la «categoria taxonòmica»:
(1) El tàxon espècie. La paraula tàxon fa referència a un objecte concret, zoològic o botànic, que consisteix en una població d'organismes (o un grup de poblacions) classificable. El pardal comú (Passer domesticus) i la patata (Solanum tuberosum) són tàxons d'espècie. Els tàxons d'espècie són particulars, «individus» o biopoblaciones. En ser particulars, poden ser descrits i delimitats enfront d'altres tàxons d'espècie.
(2) La categoria espècie. Aquí la paraula «espècie» indica el rang en la jerarquia linneana. La categoria espècie és la classe que conté tots els tàxons del rang espècie. Articula el concepte biològic d'espècie biològica i ve definida per la definició d'espècie. El principal ús de la definició d'espècie és facilitar una decisió sobre el rang de les poblacions, és a dir, respondre a la pregunta que se'ns planteja davant d'una població aïllada: «Es tracta d'una espècie completa o d'una subespècie?»
Mayr 1996

## Llista general de categories taxonòmiques
La següent és una llista general (ordenada del general particular) de categories taxonòmiques a les que s'associen els diversos tàxons:
- Domini
- Regne
- Tall (animals o plantes) o Divisió (plantes)
- Classe
- Ordre
- Família
- Gènere
- Espècie

L'associació d'un tàxon a un rang determinat (categoria), és una cosa relatiu i restringit a l'esquema particular usat (sistema). Tant és així, que és probable que un tàxon ocupi categories diferents segons els sistemes de classificació (organitzats per diferents autors, criteris, etc.); generalment, això ocorre en l'àmbit de les categories més abarcatives (família, ordre, classe, etc.).

## L'ontologia dels tàxons
L'estatus ontològic dels tàxons és un dels assumptes més discutits en filosofia de la biologia. Principalment hi ha dos corrents:
- El nominalisme, que nega l'existència real dels tàxons en la naturalesa, argüint que no són més que construccions mentals del taxonomista. Des d'aquesta perspectiva, els tàxons s'identifiquen amb les categories taxonòmiques.
- L'essencialisme, que afirma la realitat dels tàxons, si bé en funció del criteri de realitat que s'utilitzi, el terme essencialista abasta una varietat de posicions filosòfiques molt diferents:
- La metafísica pre-evolucionista identificava els tàxons amb tipus ideals i eterns creats per la Divinitat. En la taxonomia linneana, els tàxons són considerats classes d'individus.
- La morfologia transcendental dels Naturphilosophen concebia els tàxons com a tipus derivats d'una sèrie limitada de plans estructurals.
- Gran part dels biòlegs evolutius ha tractat de trobar criteris que permetin caracteritzar els tàxons com a entitats reals sense caure en l'essencialisme fixista:
- Michael Ghiselin i David Hull, a partir de la definició d'espècie de Simpson, conceben els tàxons com a individus evolutius: els tàxons serien llinatges que evolucionen separadament d'altres i que tenen una història i unes tendències evolutives pròpies.

## Tipus de tàxons
Hi ha dos tipus de tàxons:
- Natural: es justifica per les característiques i la història evolutiva dels seus membres, de manera que es pot dir que existeix en la natura. La sistemàtica filogenètica accepta com tàxons naturals a cada espècie particular oa qualsevol grup monofilètic d'organismes, entenent com a tal només als que formen un clado o branca de l'arbre de l'evolució. La majoria dels sistemàtics accepten també com naturals a grups «calaix de sastre» (grups parafiléticos) l'avantpassat comú encaixa dins del grup.
- Artificial: no existeix a la natura, és a dir, grups polifiléticos, l'avantpassat comú no forma part del grup. Per exemple, les algues o els protozous. Aquests grups no tenen validesa en la classificació, però segueixen sent utilitzats per organitzar certes categories d'informació científica per la seva tradició històrica.

## Tàxons monotípics
S'anomena tàxon monotípic el que només conté un membre de la categoria immediatament subordinat. Per exemple, una família que només conté un gènere, sense que importi quantes espècies contingui aquest.

## Nomenclatura de tàxons
La nomenclatura estableix una terminologia consensuada que permet saber, a partir del sufix d'un tàxon qualsevol, quin és la seva categoria taxonòmica i donar compte de la seva posició en la jerarquia sistemàtica.
Per sota de la categoria de gènere, tots els noms de tàxons són anomenats «combinacions». La majoria reben també una terminació llatina més o menys codificada en funció de la disciplina. Es distingeixen diverses categories de combinacions:
- Entre gènere i espècie (subgènere, secció, subsecció, sèrie, subsèrie, etc.), les combinacions són infragenèriques i binomials.
- En la categoria d'espècie, les combinacions són específiques i binomials.
- Per sota de l'espècie, les combinacions són infraespecífiques i Trinomials (subespècie, varietat, forma).